# ميخائيل جولدنبيرج
ميخائيل جولدنبيرج (بالإنجليزية: Michael Goldenberg)‏ هو كاتب مسرحي وكاتب سيناريو ومخرج أمريكي، ولد في 1965 في الولايات المتحدة.

## وصلات خارجية
- ميخائيل جولدنبيرج على موقع IMDb (الإنجليزية)
- ميخائيل جولدنبيرج على موقع ألو سيني (الفرنسية)
- ميخائيل جولدنبيرج على موقع أول موفي (الإنجليزية)
- ميخائيل جولدنبيرج على موقع بوكس أوفيس موجو (الإنجليزية)
- ميخائيل جولدنبيرج على موقع قاعدة بيانات الأفلام السويدية (السويدية)
- ميخائيل جولدنبيرج على موقع قاعدة بيانات الفيلم (الإنجليزية)
- ميخائيل جولدنبيرج على موقع كينوبويسك (الروسية)